# Zdeněk Schneiderwind
Zdeněk Schneiderwind (* 13. ledna 1962) je bývalý československý motocyklový závodník, reprezentant v ploché dráze.

## Závodní kariéra
V Mistrovství Československa a Česka jednotlivců skončil dvakrát na 3. místě. V Mistrovství Československa na dlouhé ploché dráze získal pětkrát mistrovský titul. V letech 1984-1994 startoval v kvalifikačních závodech mistrovství světa jednotlivců, nejlépe skončil v roce 1984 na 14. místě v kontinentálním finále. V kvalifikaci Grand Prix skončil nejlépe v roce 1997 na 17. místě v kontinentálním finále. V Mistrovství světa družstev startoval v letech 1985-1989. V Mistrovství světa na dlouhé ploché dráze startoval v letech 1995-2009, nejlépe skončil na 5. místě ve světovém finále 2003. V Mistrovství světa na travnaté ploché dráze získal 2 tituly mistra světa.

## Mistrovství Československa a Česka jednotlivců na klasické ploché dráze
- 1981 – 15. místo
- 1982 – 20. místo
- 1984 – 6. místo
- 1985 – 6. místo
- 1986 – 3. místo
- 1987 – 4. místo
- 1988 – 4. místo
- 1989 – 11. místo
- 1990 – 4. místo
- 1991 – 3. místo
- 1993 – 13. místo
- 1994 – 14. místo